# Cartura
Cartura je italská obec v provincii Padova v oblasti Benátsko.
V roce 2013 zde žilo 4 638 obyvatel.

## Sousední obce
Bovolenta, Casalserugo, Conselve, Due Carrare, Maserà di Padova, Pernumia, San Pietro Viminario, Terrassa Padovana

## Vývoj počtu obyvatel
Zdroj: 